# João Klauss
João Klauss de Mello (ur. 1 marca 1997 w Criciúmie) – brazylijski piłkarz występujący na pozycji napastnika w amerykańskim klubie St. Louis City SC. Wychowanek Grêmio, w trakcie swojej kariery grał także w takich zespołach, jak TSG 1899 Hoffenheim, HJK, LASK Linz, Standard Liège i Sint-Truidense VV. Posiada również obywatelstwo włoskie.